# 続編
続編（ぞくへん）とは、ある作品の続きとして制作されるシリーズのこと。続篇とも書く。英語ではsequel（シークエル）と言われる。対義語で、ある作品の最初のシリーズは無印という。

## 概要
小説、漫画、アニメ、映画、ゲームなどの物語において、本編や正編に続くように出来ている編の事である。
作品の中には初めから続編の制作が予定されている作品も存在する。また、続編の製作が一度は決定しても興行収入次第では続編の製作が中止になる可能性も出てくる。
続編が作られるタイミングは作品によって異なるが25年経って作られる続編もある。
作品の中には物語の途中からある作品の続編にもなる作品や、物語の途中で、ある作品の続編であった事が判明する作品も存在する。
精神的続編は、続編とは少し意味が異なる。